# Karl Scheel
Karl Scheel (Rostock, 10 de março de 1866 — Berlim, 8 de novembro de 1936) foi um físico alemão.

## Educação
De 1885 a 1890, Scheel estudou na Universität Rostock e na Friedrich-Wilhelms-Universität (hoje, a Humboldt-Universität zu Berlin). Ele recebeu seu doutorado em 1890, na Universidade de Berlim, com uma tese sobre a expansão da água com a temperatura. Scheel foi autorizado a usar o título de Professor, portanto, em algum momento, ele completou os requisitos para a habilitação.

## Carreira

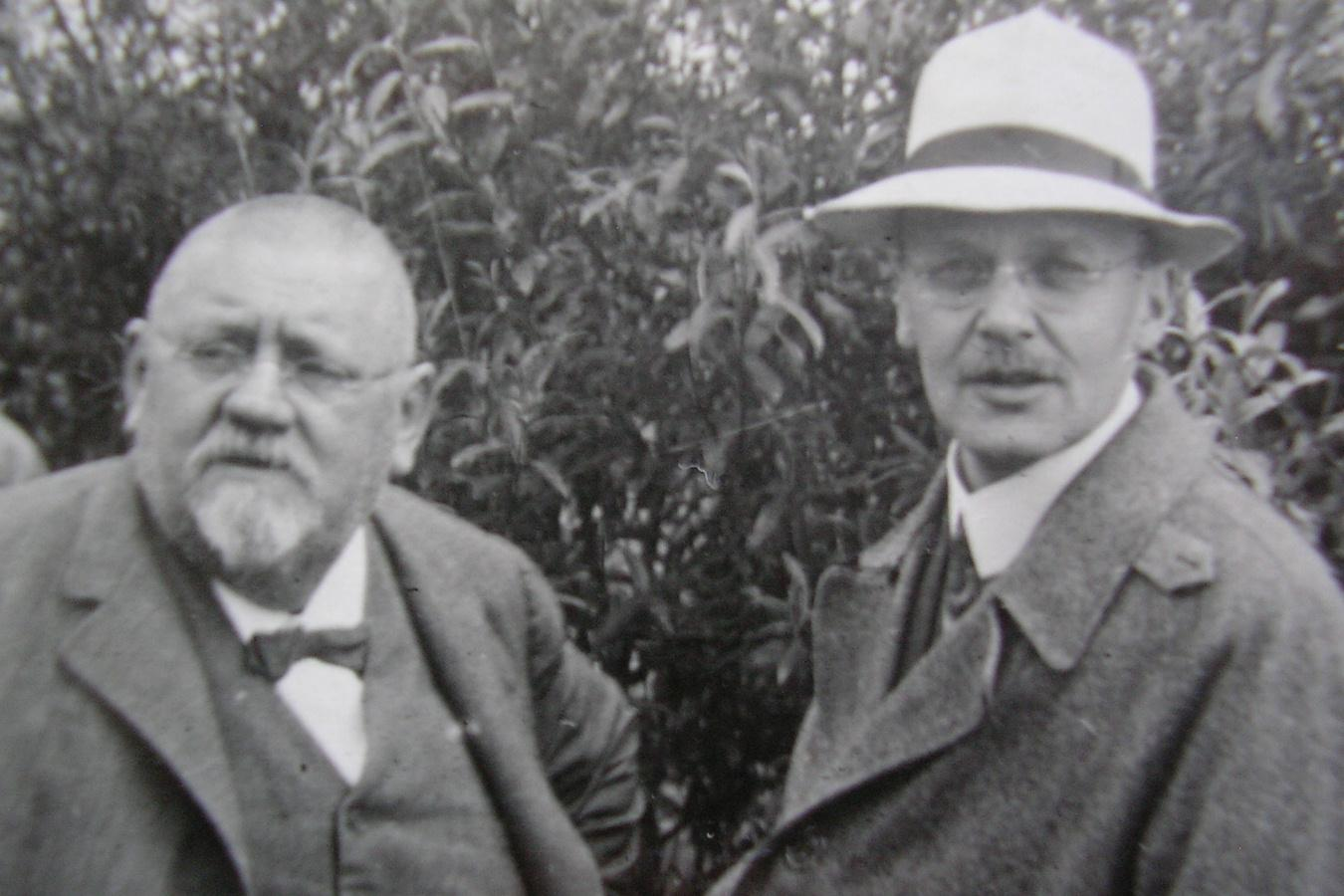
Karl Scheel (esquerda) e Hans Geiger (1928)

Após receber seu doutorado, Scheel tornou-se assistente de meio período na Kaiserliche Normal-Aichungs-Commission (Imperial Bureau of Standards). A partir de 1891, ele trabalhou no Physikalisch-Technische Reichsanstalt (PTR, Reich Physical and Technical Institute, depois de 1945 rebatizado de Physikalisch-Technische Bundesanstalt). De 1904 a 1931, ele foi Mitglied (membro) e finalmente Geheimer Regierungsrat und Leiter (Diretor Executivo Sênior e chefe) do Depeartment IIIb no PTR.
Além disso, Scheel atuou como editor de várias publicações. De 1899 a 1918, foi editor da revista Fortschritte der Physik e da seção bibliográfica semestral da revista Physikalische Berichte. A partir de 1902, ele foi o editor do Verhandlungen (Proceedings) da Deutsche Physikalische Gesellschaft  (DPG, Sociedade Física Alemã) e, a partir de 1920, o editor do jornal Zeitschrift für Physik da Sociedade. De 1926 a 1935, foi editor da prestigiosa série de vários volumes Handbuch der Physik, juntamente com Hans Geiger.

## Obras
- Karl Scheel Die Physikalisch Technische Reichsanstalt in Charlottenburg, Akademische Rundschau (January, 1913), as cited in E. S. Hodgson Twenty-Five Years' Work at the Physikalisch - Technische Reichsanstalt, Charlottenburg, Nature Volume 91, Issue 2287, 665-667 (28 August 1913)
- Karl Scheel Die Physik auf der 85. Versammlung Deutscher Naturforscher und Ärzte in Wien, September 1913, Naturwissenschaften Volume 1, 1175–1179 (28 November 1913) and  1205–1208 (5 December 1913)
- Scheel, Holborn, Jaeger, and Brodhun Die Physikalisch-Technische Reichsanstalt; Fünfundzwanzig Jahre ihrer Tätigkeit, Die Naturwissenschafien Numbers 8, 10, 12, and 14 (1913), as cited in E. S. Hodgson Twenty-Five Years' Work at the Physikalisch - Technische Reichsanstalt, Charlottenburg, Nature Volume 91, 665-667, Issue 2287 (28 August 1913)
- Karl Scheel (Geh. Reg.-Rat. Prof. Dr.) Die Tätigkeit der Physikalisch-Technischen Reichsanstalt im Jahre 1916: Abteilung III für Wärme und Druck, Die Naturwissenschaften Volume 5, Number 47, 704 – 705 (November, 1917). Affiliation: Mitglied der Physikalisch-Technischen Reichsanstalt, Berlin-Dahlem.
- Karl Scheel Die Tätigkeit der Physikalisch - Technischen Reichsanstalt im Jahre 1918, Naturwissenschaften Volume 7, Number 52, 997 – 1002 (December, 1919). Affiliation: Mitglied der Physikalisch-Technischen Reichsanstalt, Berlin-Dahlem.